# باشگاه فوتبال زنان تیرسو
تیرسو اف اف یکی از باشگاه‌های فوتبال واقع در تیرسو یکی از ناحیه شهری و در شهرستان استکهلم سوئد است.
که در قسمت مرکزی شرق سوئد قرار دارد.

## پیشینه
باشگاه فوتبال تیرسو در سال ۱۹۷۱ تأسیس شد و بیشتر به خاطر تیم زنان خود شهرت دارد.
این تیم از سال ۱۹۹۳ تا ۱۹۹۶ در لیگ برتر زنان سوئد بازی می کرد. مجدداً از سال ۱۹۹۹ به لیگ برتر بازگشت.در سال ۲۰۱۱ این تیم نایب قهرمان سوئنسکا کوپن شد.از بازیکنان شاخص این تیم می‌توان به کریستین لیلی،آستا آرنادوتر ، کریستیتن ون د ون، الین اکبلم بک ، آسا لونکویست، جین تورنکویست و مارتا اشاره کرد.